# Quốc lộ 28B
Quốc lộ 28B (còn được gọi là đường Lương Sơn – Đại Ninh) là một tuyến đường nối liền hai tỉnh Bình Thuận và Lâm Đồng, Việt Nam.
Tuyến đường này dài 69 km, trong đó đoạn qua tỉnh Bình Thuận dài 51 km. Đường có điểm đầu giao với Quốc lộ 1 tại Km 1656+880 thuộc thị trấn Lương Sơn, huyện Bắc Bình và điểm cuối giao với Quốc lộ 20 tại Km 185+600 thuộc xã Ninh Gia, huyện Đức Trọng. Trên tuyến có một đèo là đèo Đại Ninh nằm trên địa phận hai xã Phan Lâm và Phan Sơn.
Đường Lương Sơn – Đại Ninh được khởi công xây dựng vào tháng 5 năm 2003 và hoàn thành vào tháng 3 năm 2008, ban đầu là đường công vụ phục vụ cho việc thi công nhà máy thủy điện Đại Ninh. Tháng 3 năm 2014, Bộ Giao thông vận tải ban hành Quyết định số 701/QĐ-BGTVT chuyển tuyến đường Lương Sơn – Đại Ninh thành Quốc lộ 28B.
Hiện nay, đoạn đường dài 4,6 km thuộc thị trấn Lương Sơn còn có tên là đường Nguyễn Thị Minh Khai.